# ギルダ
『ギルダ』（Gilda）は、1946年に公開された白黒映画。チャールズ・ヴィダーが監督したこのフィルム・ノワールには、グレン・フォードやリタ・ヘイワースが出演した。
撮影はルドルフ・マテ。また、アニタ・エリスが歌う "Put the Blame on Mame"と "Amado Mío"の振付はジャック・コールが担当した。ギルダが"Put the Blame on Mame"を歌いながら控えめなストリップティーズを披露する場面では、リタ・ヘイワースがジャン・ルイが制作した黒いドレスを着用し、このドレスは後に映画史上有名なファッションとして記憶されるようになった。

## あらすじ

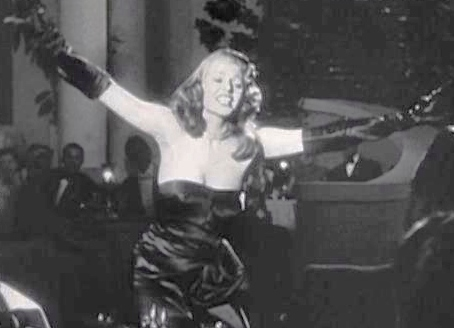
黒いドレスを身にまとうギルダ。

人生に嫌気がさしたアメリカ人青年ジョニー・ファレル は、南米のとある賭場でイカサマを繰り返していたが、ついに露見して殺されかける。幸い、ベイリン・マンスンという別のカジノの経営者に雇われる形で命拾いする。ジョニーはマンスンの右腕へと成長した一方、ポーターのアンクル・ピオや店に出入りするモーリス・オブレゴンと親しくなる。
ある日、マンスンは旅に出るといってジョニーに店を預け、ジョニーの元カノ・ギルダを嫁に迎えて帰国する。ギルダはジョニーとよりを戻したいと考えはじめたが相手にされず、彼の気を引き付けるために客たちと戯れ合うこともあった。
興味がないそぶりをしていたジョニーだったが、心の中ではギルダを忘れることがなかったため、複雑な思いでいた。
やがて、ジョニーはこのカジノがナチスのスパイの拠点の一つであることに気づく。ある日、ドイツ人がそのカジノで殺され、恐怖を感じたジョニーはギルダの家へ逃げ込む。気持ちが一つになった二人は抱き合う。その様子を見ていたマンソンは、後日自殺を装い消息を絶つ。マンソンが死んだと思ったジョニーは敵討ちという名目でギルダと結婚する。
その後、ギルダはウルグアイのモンテヴィデオへ渡り、カフェの歌手となった。また、オブレゴンが政府のスパイであることが判明し、ギルダに罪はないとジョニーに説明する。
そして、ジョニーとギルダが和解したところを、マンソンが殺そうとするが、ピオに刺殺される。その後、オブレゴンは「マンソンが政府の記録上では自殺している」と告げ、ピオを放免する。
かくして、ギルダとジョニーはアメリカへと帰国した。

## キャスト
| 役名                            | 俳優                                     | 日本語吹き替え                                                                              | 日本語吹き替え |
| 役名                            | 俳優                                     | ソフト版                                                                                    | 日本テレビ版   |
| ------------------------------- | ---------------------------------------- | ------------------------------------------------------------------------------------------- | -------------- |
| ギルダ・マンスン・ファレル      | リタ・ヘイワース（歌唱：アニタ・エリス） | 坪井木の実                                                                                  | 北浜晴子       |
| ジョニー・ファレル / ナレーター | グレン・フォード                         | 大滝寛                                                                                      | 村越伊知郎     |
| ベイリン・マンスン              | ジョージ・マクレディ                     | 大塚芳忠                                                                                    | 家弓家正       |
| モーリス・オブレゴン刑事        | ジョゼフ・カレイア                       | 沢木郁也                                                                                    |                |
| アンクル・ピオ                  | スティーヴン・ジェレイ                   | 塚田正昭                                                                                    |                |
| ケイシー                        | ジョー・ソーヤー                         | 駒谷昌男                                                                                    |                |
| その他                          | N/A                                      | 側見民雄 秋元羊介 小山武宏 諸角憲一 土田大 福田信昭 伊藤和晃 平勝伊 中川和恵 きのしたゆうこ |                |
|                                 |                                          |                                                                                             |                |
| 演出                            | 演出                                     | 向山宏志                                                                                    |                |
| 翻訳                            | 翻訳                                     | 桜井裕子                                                                                    |                |
| 制作                            | 制作                                     | グロービジョン                                                                              |                |

- ソフト版：ソニー・ピクチャーズエンタテインメントから発売のDVD、BDに収録。